# Pirosilicato de sodio
El pirosilicato de sodio o pirosilicato sódico es un compuesto inorgánico de fórmula Na
6Si
2O
7.  Es un silicato formado por la neutralización del ácido pirosilícico H
6Si
2O
7.